# Meliosma
Meliosma, biljni rod iz porodice Sabiaceae, dio reda Proteales. Pripada mu preko 120 vrsta u Srednoj i Južnojh Americi i dijelovima Azije.
Tipična je vrsta M. lanceolata, raširena od Nikobara do zapadne Malezije

## Vrste
1. Meliosma abbreviata Urb.
2. Meliosma alba (Schltdl.) Walp.
3. Meliosma allenii Standl. & L.O.Williams
4. Meliosma andina Cuatrec.
5. Meliosma angustifolia Merr.
6. Meliosma antioquiensis Cornejo
7. Meliosma aristeguietae Steyerm. & A.H.Gentry
8. Meliosma arnottiana (Wight) Walp.
9. Meliosma beaniana Rehder & E.H.Wilson
10. Meliosma bifida Y.W.Law
11. Meliosma bogotana Steyerm.
12. Meliosma boliviensis Cuatrec.
13. Meliosma brenesii Standl.
14. Meliosma caballeroensis Cornejo
15. Meliosma caldasii Idrobo
16. Meliosma callicarpifolia Hayata
17. Meliosma caucana Cuatrec. & Idrobo
18. Meliosma chartacea Lombardi
19. Meliosma chiriquensis J.F.Morales
20. Meliosma clandestina J.F.Morales
21. Meliosma colletiana King
22. Meliosma condorensis Cornejo
23. Meliosma cordata A.H.Gentry
24. Meliosma cornejoi E.Ramos
25. Meliosma corymbosa A.H.Gentry
26. Meliosma cresstolina J.F.Morales
27. Meliosma cundinamarcensis Cuatrec. & Idrobo
28. Meliosma cuneifolia Franch.
29. Meliosma dentata (Liebm.) Urb.
30. Meliosma depressiva J.F.Morales
31. Meliosma dilleniifolia (Wall. ex Wight & Arn.) Walp.
32. Meliosma donnellsmithii Urb.
33. Meliosma dumicola W.W.Sm.
34. Meliosma echeverriae J.Menjívar, Cerén & J.F.Morales
35. Meliosma echeverryana Cuatrec.
36. Meliosma flexuosa Pamp.
37. Meliosma fordii Hemsl.
38. Meliosma frondosa Cuatrec. & Idrobo
39. Meliosma gentryi Aymard & Cuello
40. Meliosma glabrata (Liebm.) Urb.
41. Meliosma glandulosa Cufod.
42. Meliosma glossophylla Cuatrec.
43. Meliosma gracilis Cornejo & Bonifaz
44. Meliosma grandiflora C.V.Morton ex A.H.Gentry
45. Meliosma grandifolia (Liebm.) Urb.
46. Meliosma henryi Diels
47. Meliosma herbertii Rolfe
48. Meliosma hirsuta Blume
49. Meliosma idiopoda S.F.Blake
50. Meliosma impressa Krug & Urb.
51. Meliosma irazuensis Standl.
52. Meliosma isthmensis J.F.Morales
53. Meliosma itatiaiae Urb.
54. Meliosma kirkii Hemsl. & E.H.Wilson
55. Meliosma lanceolata Blume
56. Meliosma laui Merr.
57. Meliosma laxiflora J.F.Morales
58. Meliosma lepidota Blume
59. Meliosma lindae Cuatrec.
60. Meliosma linearifolia A.H.Gentry
61. Meliosma littlei Cuatrec.
62. Meliosma longepedicellata Cornejo
63. Meliosma longipes Merr.
64. Meliosma loretoyacuensis Cuatrec. & Idrobo
65. Meliosma martana Idrobo & Cuatrec.
66. Meliosma matudae Lundell
67. Meliosma meridensis Lasser
68. Meliosma mexicana V.W.Steinm.
69. Meliosma minutipetala Arbeláez
70. Meliosma myriantha Siebold & Zucc.
71. Meliosma nana J.E.Vidal
72. Meliosma nanarum A.H.Gentry
73. Meliosma nesites I.M.Johnst.
74. Meliosma novogranatensis Cuatrec. & Idrobo
75. Meliosma oaxacana Standl.
76. Meliosma obtusifolia (Bello) Krug & Urb.
77. Meliosma occidentalis Cuatrec.
78. Meliosma ochracea J.E.Vidal
79. Meliosma oldhamii Maxim.
80. Meliosma oligantha J.F.Morales
81. Meliosma oppositifolia Griseb.
82. Meliosma palaciosii A.H.Gentry ex Cornejo
83. Meliosma pardonii Krug & Urb.
84. Meliosma parviflora Lecomte
85. Meliosma paupera Hand.-Mazz.
86. Meliosma petalodentata Arbeláez
87. Meliosma peytonii A.H.Gentry
88. Meliosma pinnata (Roxb.) Maxim.
89. Meliosma pittieriana Steyerm.
90. Meliosma pumila A.H.Gentry
91. Meliosma recurvata Urb.
92. Meliosma rhoifolia Maxim.
93. Meliosma rigida Siebold & Zucc.
94. Meliosma robusta E.Ramos & Cornejo
95. Meliosma rufopilosa M.R.Hend.
96. Meliosma sancta J.F.Morales, A.Estrada & Cascante
97. Meliosma sarawakensis Ridl.
98. Meliosma schlimii (Turcz.) Urb.
99. Meliosma seleriana Urb.
100. Meliosma sellowii Urb.
101. Meliosma simiarum A.H.Gentry
102. Meliosma simplicifolia (Roxb.) Walp.
103. Meliosma sirensis A.H.Gentry
104. Meliosma solomonii A.H.Gentry
105. Meliosma spathulata J.E.Vidal
106. Meliosma squamulata Hance
107. Meliosma starkii E.Ramos
108. Meliosma stellata Cornejo & Bonifaz
109. Meliosma subcordata Standl.
110. Meliosma sumatrana (Jack) Walp.
111. Meliosma tachirensis Steyerm. & A.H.Gentry
112. Meliosma tenuis Maxim.
113. Meliosma thomsonii King ex Brandis
114. Meliosma thorelii Lecomte
115. Meliosma trujilloi Steyerm. & A.H.Gentry
116. Meliosma vasquezii A.H.Gentry
117. Meliosma veitchiorum Hemsl.
118. Meliosma velutina Rehder & E.H.Wilson
119. Meliosma venezuelensis Steyerm. & A.H.Gentry
120. Meliosma vernicosa Planch. ex Griseb.
121. Meliosma violacea Cuatrec. & Idrobo
122. Meliosma wurdackii Cuatrec.
123. Meliosma youngii A.H.Gentry
124. Meliosma yunnanensis Franch.